# Жетыру
Жетыру (каз. жетіру) — одно из двух крупных племен наряду с алшынами в составе Младшего жуза.
Имеет семь ветвей, поэтому в народе и именуется «Жетыру», (каз. жеті — семь, каз. ру — род). В русскоязычных источниках именуется семиродцами, семиродское поколение. Согласно генеалогическому древу (шежире), является одним из союзов племён. По другим же сведениям, их называли Картказак.

## Расселение и численность
На 2016 год численность равнялась более 780 тысячам человек.
Составляют восточное крыло Младшего жуза. Расселялись в основном зимой по среднему течению реки Сырдарья и в близлежащих районах, а летом перекочёвывали на север в предгорья Урала.
По материалам дореволюционной статистики, численность объединения жетыру на рубеже XIX—XX веков составляла примерно 270—300 тысяч человек; из них род табын составлял 80 тыс., жагалбайлы — 70 тыс., кереит — 30—35 тыс., тама — 40—45 тыс., телеу — 20 тыс., кердери — 20 тыс., рамадан — 5 тыс. человек. По сведениям Мухамеджана Тынышпаева, их число на 1917 год достигало 430 тыс. человек; из них 360 тыс. жили на территории Казахстана, остальные – за его пределами, в основном в городе Бухаре.
В дореволюционной России занимали земли Актюбинского (жагалбайлы, табыны, тама, кердери), Костанайского (жагалбайлы), Уральского (табыны, тама, кердери), Темирского (табын), Перовского (кереиты) уездов.
По данным сельскохозяйственной переписи населения в 1896—1911 годах (В круглых скобках по книге Асета Темиргалиева «Волости, уезды … Казахи: С схематической картой низовых административно-территориальных делений проживания казахов в 1897—1915 г.г. : этнолого-картографическое исследование», в косых чертах — // оценка профессора КазНТУ Ракишева Баяна численности родов на начало 21 века).
Жетыру — 300 000 () /580 000/, в том числе:
| Род        | Численность      | Подроды |
| ---------- | ---------------- | --- |
| Табын      | 80 000 (155 000) | Шөмішті (Бозым), Тарақты, Көсеулі (Тартулы) |
| Жагалбайлы | 70 000 (78 000)  | Мырза (Билис, Малатау, Балкожа, Сиракты, Кутпанай, Ормантай, Ыдырыс, Бегетей.) и Лез (Курыш, Булды, Беккожа, Аккожа, Караша, Есиркожа, Бозбет, Бодес, Ногайлы). |
| Кереит     | 35 000 (12 000)  | Еспембет(Ойык) и Коспембет(Тилик) |
| Тама       | 70 000 (93 000)  | Курак, Жабал, Есенгельды, Жогы |
| Телеу      | 20 000 (10 000)  | Ажахмет, Самат, Ногайұлы (Ногойлы), Керейұлы (Керейлы) |
| Кердери    | 20 000 (32 000)  | Сатым, Кутсуйек, Котермен, Култай, Жабагы, Смайыл, Беримбет, Жанбас, Каркабай, тентек Асан,Тенизек, Тилес (Телес).                                              |
| Рамадан    | 5 000 (11 000)   | Алатай, Мұсақ, Тастан |

## История
Устные генеалогические предания казахов связывают образование жетыру с деятельностью казахского хана Тауке. Тогда общим собирательным этнонимом Младшего жуза было название «алшын», состоявшего из алшынского союза разных родов. Во 2-й половине XVII века Тауке-хан соединил 7 родов Среднего жуза и дал им имя жетыру (7 родов). После этого Младший жуз стал делиться на две части: алшын и жетыру. Этот факт находит подтверждение в сведениях русского посла А. И. Тевкелева, сославшегося на информацию хана Младшего жуза Абилхаира. По сообщению А. И. Левшина, Тауке соединил эти 7 родов по причине их слабости и неспособности противостоять многочисленным алшынцам в междоусобицах и барымте (коллективному угону скота). К этому необходимо добавить, что в условиях растущей жонгарской опасности нужны были сильные роды, способные выставить сильное войско. Так же, по преданиям, Тауке поступил с родами уак и керей, объединив их в один род уак-керей. Согласно некоторым народным преданиям, жетыру произошло от 7 сыновей одного родоначальника. Около сер. XVIII века алшины разделились на алимулы и байулы. Каждый род в составе жетыру имел собственные тамгу и уран. Почти все они встречаются в составе кочевых племен Восточного Дешт-и-Кипчака в период до образования казахского народа. В XIII—XIV веках они наряду с другими племенами составляли население Ак-Орды и Узбекского Улуса (Ханство Абулхаира). Название основных родов жетыру также встречаются среди многих тюркоязычных народов, а сам этноним есть в составе башкир, туркмен, кыргызов и узбеков. Цифра 7 в этнонимии тюркских родов встречается у кыпчаков XI—XIII веков и других средневековых этносов.
И. Ф. Бларамберг: «Древнейший родоначальник Семиродцев Каракатыш. Семиродцами названы потому, что он имел 7 сыновей, из которых каждый по умножении народа сделался начальником особого племени. Преимущественное их отличие пред прочими в том, что они в старину занимались более военными действиями против неприятелей своей орды и отличались в сражениях примерною храбростью и мужеством; по этому между ними и по ныне есть много батыров или военных, храбрых людей».

## Состав
Жетыру состоит из 7 родов и 79 подродов:
- Тама: Курак, Жабал, Аташал, Даулеткельды, Кызылкурт, Кенжебай, Молдас, Айдар, Шагыр, Козей, Есенабыз, Суттыабыз, Куттыабыз, Назаралы
- Табын: нурке, ачибек, мурат, бурги, кадырбек, абыз, таушан, туатай, данда, карамунке, сармантак, жылкышы, кожамберды, дауылтай, жиембет, айдар, теке, асан, сарай, лабак, кутет, каражон, коныр, токал,жакап
- Кердеры: Котермен, Култай, Жабагы, Смайыл, Сатым, Беримбет, Жанбас, Тенизек, Кара кемпир.
- Кереит: Едик, Жартай, Ашамайлы, Сайшак, Арбалы, Ершак, Жастабак, Шайкоз, Сарман, Конакбай, Обаган, Ойык.
- Телеу: Ажиахмет, Ногай, Самат, Керейлы.
- Рамадан: Алтай, Мусак, Каркабат, Тасжарган, Акберик, Караборик, Кожас.
- Жагалбайлы: Билис,Малатау,Ормантай, Кутманай, Сиракты, Балкожа, Бозбет, Аккожа, Бескорек, Болды, Караша, Бодес, Есенкала, Ширек

## ДНК
Y гаплогруппа родов жетыру.
|            | N  | C2a1a1b1-F1756 | C2a1a2-M48 | C2a1a3-F1918 | C2b-F1067 | D1-M174 | E1b1b1b2a1-M123 | G1-M285 | I2a-M438 | J2a1-CTS7683 | J2a2-PF5050 | N1a1a-M178 | N1a2-CTS6380 | O2-M122 | Q1b-M346 | R1a1a-M198 | R1b1a1a1-M478 | R1b1a1b-M269 |
| ---------- | -- | -------------- | ---------- | ------------ | --------- | ------- | --------------- | ------- | -------- | ------------ | ----------- | ---------- | ------------ | ------- | -------- | ---------- | ------------- | ------------ |
| Кердеры    | 40 |                | 3          | 1            | 1         |         |                 |         |          | 12           |             |            |              |         |          | 22         | 1             |              |
| Кереит     | 32 | 1              | 4          | 2            |           |         |                 |         |          | 6            |             |            | 19           |         |          |            |               |              |
| Рамадан    | 39 | 1              | 1          | 1            |           |         |                 | 1       |          |              |             |            |              | 8       | 9        | 12         | 1             | 5            |
| Табын      | 85 | 22             | 22         | 6            |           |         |                 | 1       |          | 2            |             |            | 15           |         |          | 12         | 1             | 4            |
| Тама       | 36 |                | 4          | 23           |           |         | 4               | 1       |          | 1            |             |            |              | 1       |          | 1          |               | 1            |
| Телеу      | 53 |                | 1          |              |           |         |                 |         |          |              | 44          | 4          |              |         |          | 1          | 2             | 1            |
| Жагалбайлы | 65 | 1              | 1          | 2            | 2         | 1       |                 | 2       | 6        | 1            | 2           | 2          | 1            | 18      |          | 2          | 23            | 1            |